# Ogün Altıparmak
Ogün Altıparmak, né le 10 novembre 1938 à Adapazarı (Sakarya) et mort le 2 février 2025, est un joueur international turc de football entre 1955 et 1968 et ensuite, agent de joueurs.

## Biographie

### Club
Ogün Altiparmak a évolué au poste d'attaquant et commence sa carrière en 1955 à Karşıyaka SK Izmir avant d'être transféré au Fenerbahçe SK en 1963 avec une jambe cassée.
Ogun a également évolué pour les Washington Whips en North American Soccer League (NASL) à l'été 1968 avant de retourner au Fenerbahçe avec une performance héroïque lors d'une victoire 2-1 contre Manchester City FC, effectuant la passe décisive de l'égalisation et inscrivant le but victorieux, après avoir été menés 1-0 à la mi-temps, ce qui élimine les Britanniques de la coupe d'Europe en octobre 1968.
Il aide le Fener à remporter quatre championnats et une coupe et finit notamment meilleur buteur de la ligue avec 16 buts lors de la saison 1970-1971, l'année de sa retraite. 

### Sélection
Ogün Altıparmak joue en tout 32 matchs avec l'équipe de Turquie.

### Famille
Son fils, Batur Altıparmak, est également footballeur et joue pour le Fenerbahçe, Gaziantepspor, Ankaragücü et Şekerspor de 1990 à 2001.